# Carl Wilkes
Carl Wilkes es un personaje fictício de la novela de 1987 Misery, de Stephen King.

## Historia
Carl Wilkes solo es mencionado en la novela como el padre de la antagonista principal Annie Wilkes. Entre lo poco que se sabe se dice que él era contador, residente de Bakersfield. Se casó con Crysilda Berryman y tuvieron 2 hijos: Paul Emery y Annie Wilkes. Annie cometió el asesinato de sus vecinos incendiando su casa. Carl entonces defendió a su familia de las autoridades y no pudieron encontrar a su hija culpable. Sin embargo, la siguiente víctima de Annie fue él mismo, ya que luego de varios desacuerdos familiares, Carl resbaló "accidentalmente" de lasescaleras muriendo a causa de fracturas craneales múltiples y rotura de cuello a los 44 años. Nadie pudo demostrar que Annie fue culpable. Carl vuelve a ser mencionado casi al final de la novela cuando Paul tiene un sueño en el que Carl Wilkes baja por unas escaleras y Sheldon trata de advertirle que Annie lo matará, pero cada que habla varias palabras salen de la nada. Annie aparece y empuja a su padre. En eso momento Paul despierta.
Como se dijo, el falleció a los 44 años, curiosamente Annie falleció a esa edad también de fractura de cráneo causada por una máquina de escribir.